# Pragmatismo

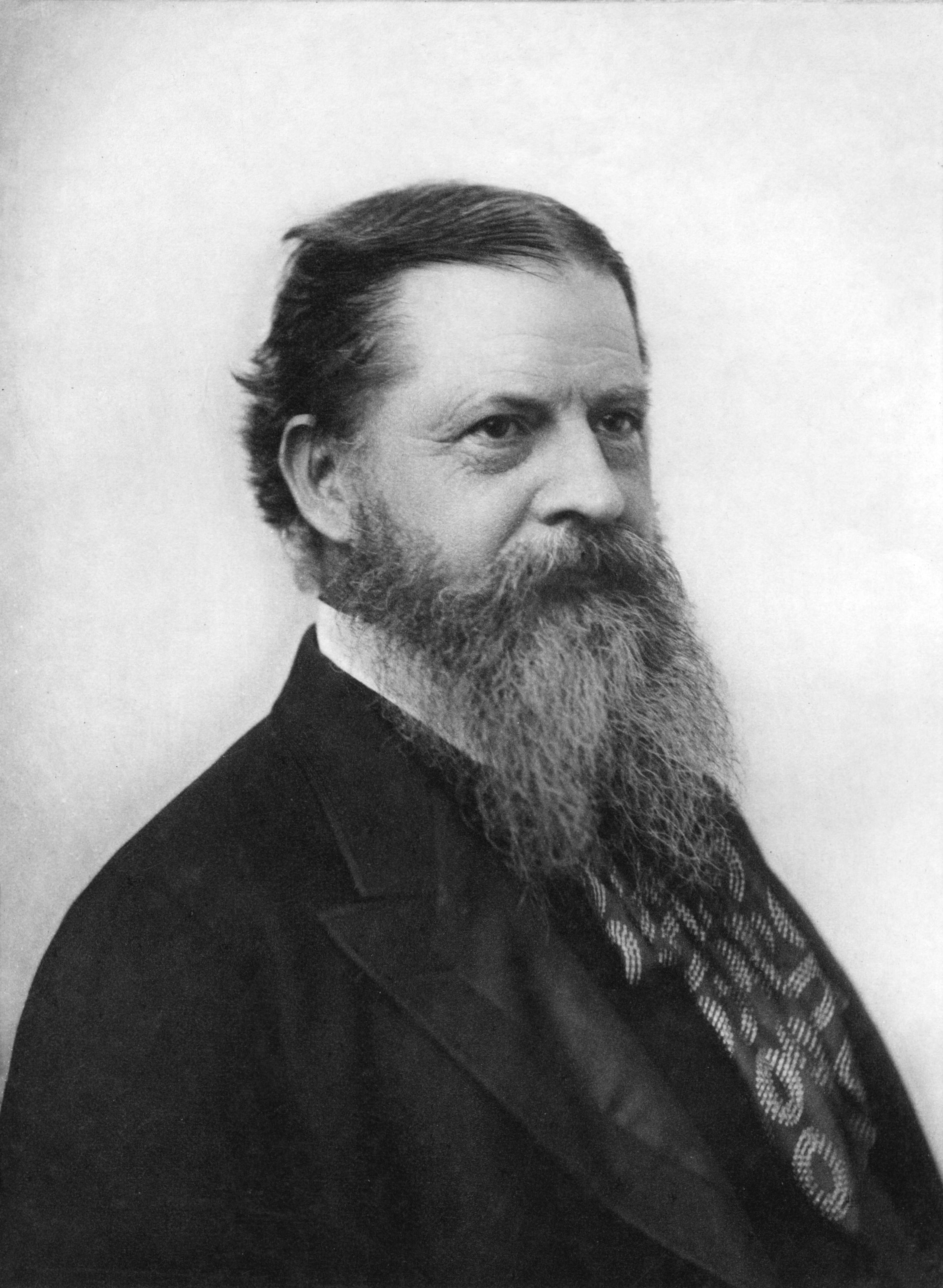
Charles Sanders Peirce, fundador del pragmatismo.

El pragmatismo es una corriente filosófica centrada en la vinculación de la práctica y la teoría. Describe un proceso en el que la teoría se extrae de la práctica y se aplica de nuevo a la práctica para formar lo que se denomina práctica inteligente. Posiciones importantes características del pragmatismo incluyen el instrumentalismo, el empirismo radical, el verificacionismo, la relatividad conceptual y el falibilismo. Existe un consenso general entre los pragmatistas de que la filosofía debe tener en cuenta los métodos y los conocimientos de la ciencia moderna.
La piedra angular del pragmatismo es la redención de la idea de verdad (y otras nociones como el bien y la belleza) en la filosofía post-kantiana. Aunque según los pragmatistas el conocimiento objetivo podría ser imposible, se puede redefinir la verdad como aquello que funciona desde nuestra limitada forma de experimentar la realidad.
El pragmatismo fue creado en los Estados Unidos a finales del siglo XIX. Charles Sanders Peirce (y su máxima pragmática) merece la mayor parte del crédito por el pragmatismo, junto con William James y John Dewey, contribuidores de finales del siglo XIX.
Peirce describió el pensamiento de la escuela con la siguiente máxima pragmática: «Considera los efectos prácticos de los objetos de tu concepción. Luego, tu concepción de esos efectos es la totalidad de tu concepción del objeto».

## Conceptos generales

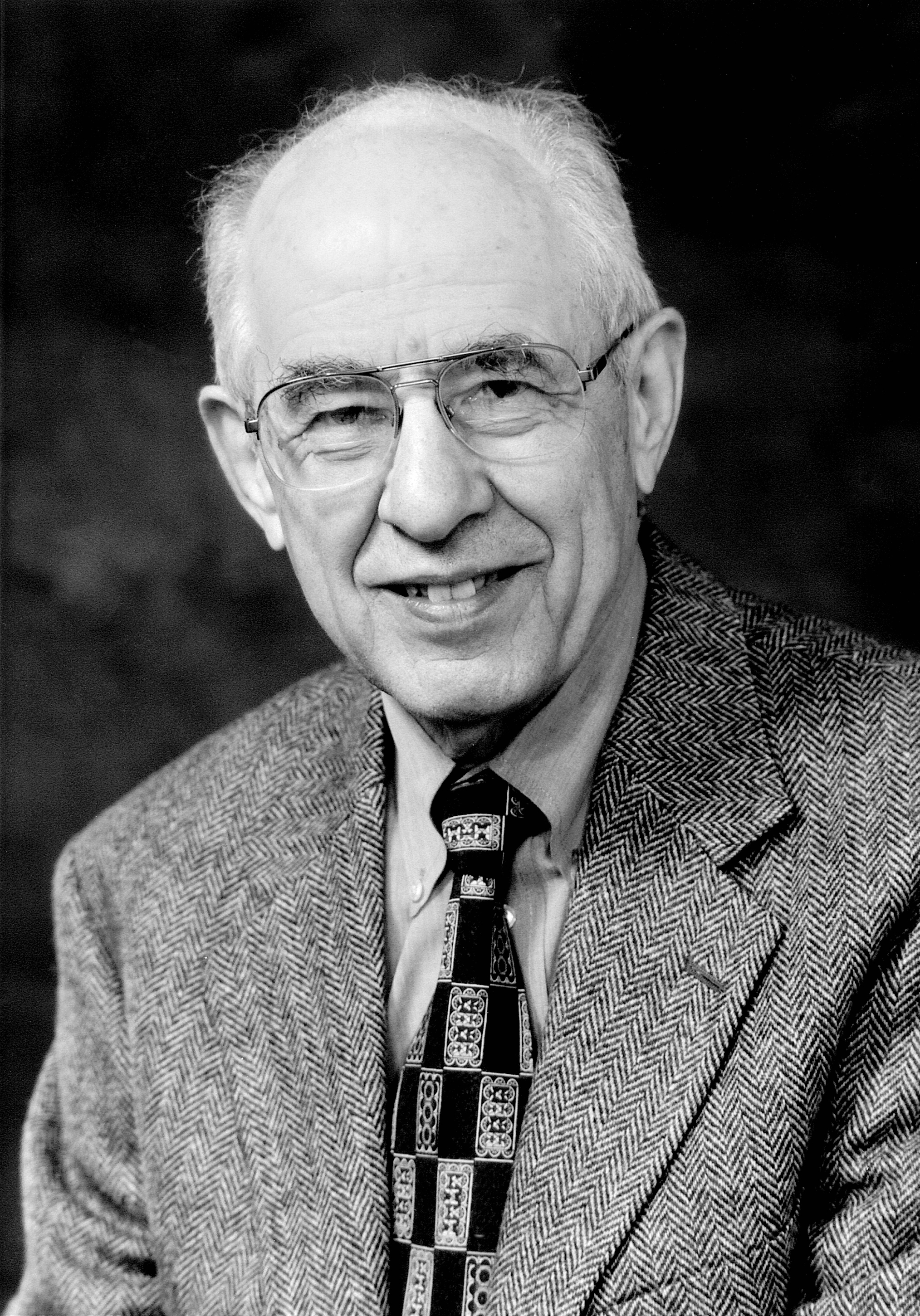
Hilary Putnam es un famoso pragmatista.

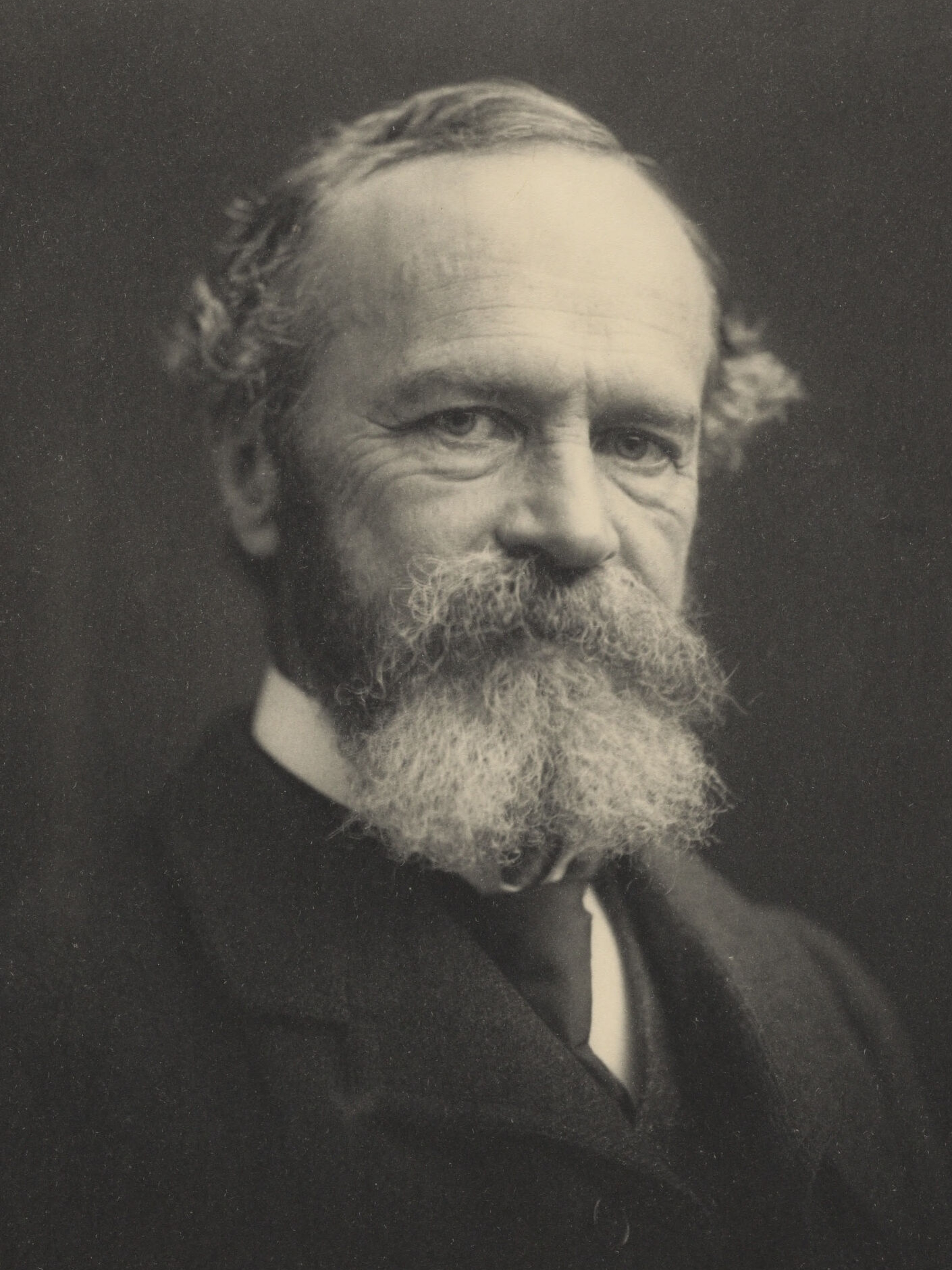
William James, 1842.

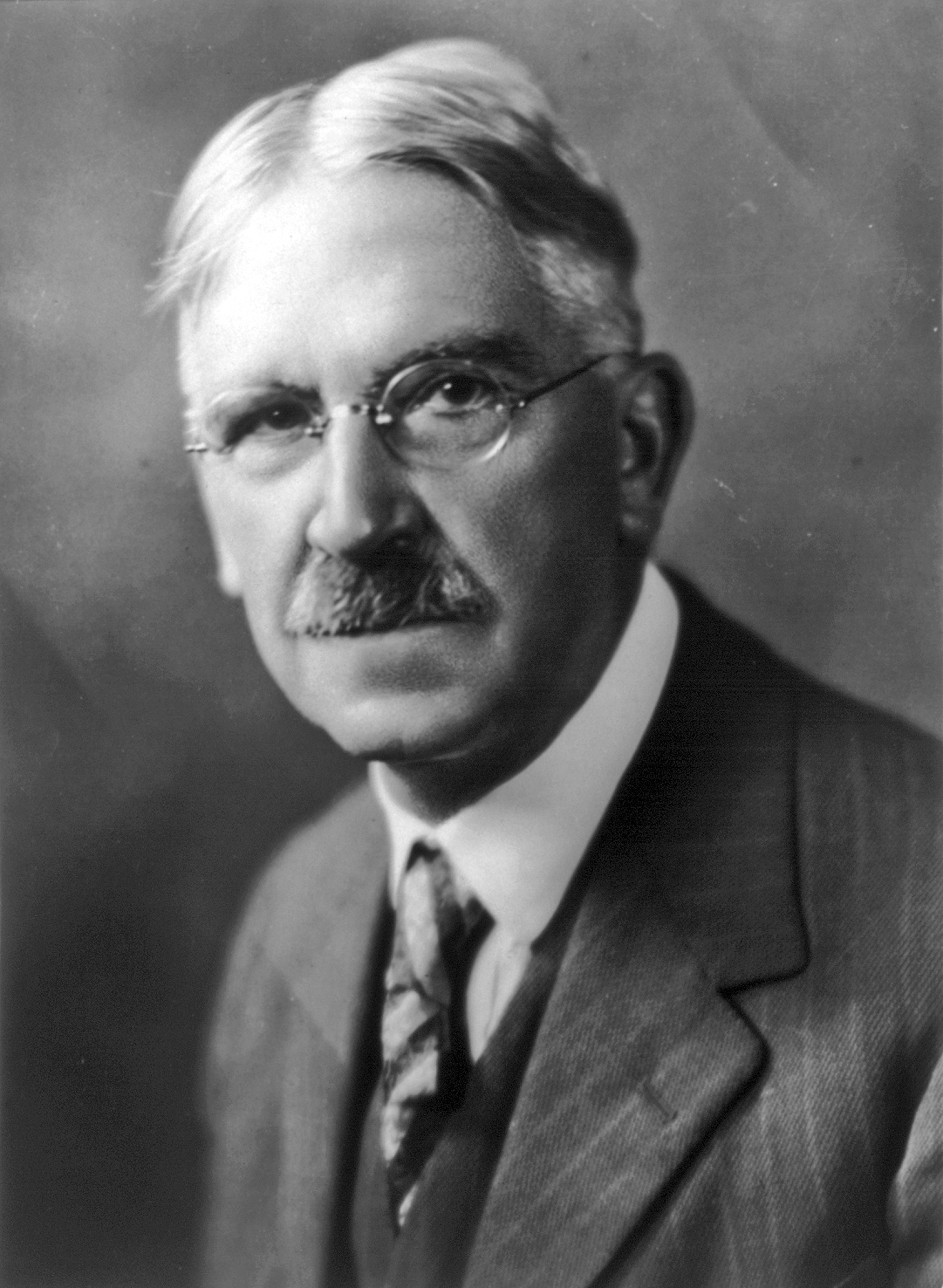
John Dewey.

El pragmatismo valora la insistencia en las consecuencias como manera de caracterizar la verdad o significado de las cosas. El pragmatismo se opone a la visión de que los conceptos humanos y el intelecto representan el significado real de las cosas, y por lo tanto se contrapone a las escuelas filosóficas del formalismo y el racionalismo. También el pragmatismo sostiene que solo en el debate entre organismos dotados de inteligencia y el ambiente que los rodea es donde las teorías y datos adquieren su significado. Rechaza la existencia de verdades absolutas, las ideas son provisionales y están sujetas al cambio, a la luz de la investigación futura.
El pragmatismo, como corriente filosófica, se divide e interpreta de muchas formas, lo que ha dado lugar a ideas opuestas entre sí que dicen pertenecer a la idea original de lo que es el pragmatismo. Un ejemplo de esto es la noción de practicidad: determinados pragmáticos se oponen a la practicidad y otros interpretan que la practicidad deriva del pragmatismo. Esta división surge de las nociones elementales del término pragmatismo y su utilización. Básicamente se puede decir que, ya que el pragmatismo se basa en establecer un significado a las cosas a través de las consecuencias, se basa en juicios a posterioridad y evita todo prejuicio. Lo que se considere práctico o no, depende del considerar la relación entre utilidad y practicidad.
Una mala comprensión del pragmatismo da lugar a generar prejuicios cuando es todo lo contrario. En política se suele hablar de pragmatismo cuando en verdad el pragmatismo político se basa en prejuicios y apenas observa las consecuencias que no encajen con los prejuicios de base, que es muchas veces lo opuesto al sentido original del pragmatismo filosófico.[cita requerida]
Para los pragmatistas, la verdad y la bondad deben ser medidas de acuerdo con el éxito que tengan en la práctica. En otras palabras, el pragmatismo se basa en la utilidad, siendo la utilidad la base de todo significado.[cita requerida]
Los principales rasgos del pragmatismo son:
- Antifundamentalismo, puesto que se renuncia a la búsqueda de la certeza última.
- Falibilismo, dado que la filosofía es interpretativa, tentativa y siempre está sujeta a la corrección crítica.
- Sensibilidad para aceptar la contingencia radical y el azar. Esto supone el rechazo de las doctrinas basadas en una verdad trascendental o inmutable, tanto de signo religioso como laico.
- El carácter social del yo y la necesidad de alentar una comunidad crítica de investigadores constituyen los elementos sociales y éticos de los pensadores pragmatistas. Esto implica la existencia de una pluralidad de tradiciones, perspectivas y orientaciones que es preciso respetar y tutelar, desde un enfoque dialógico y democrático.

## Etimología
La palabra pragmatismo proviene del vocablo griego pragma que significa "práctica" o "asunto" (situación concreta).

## Orígenes

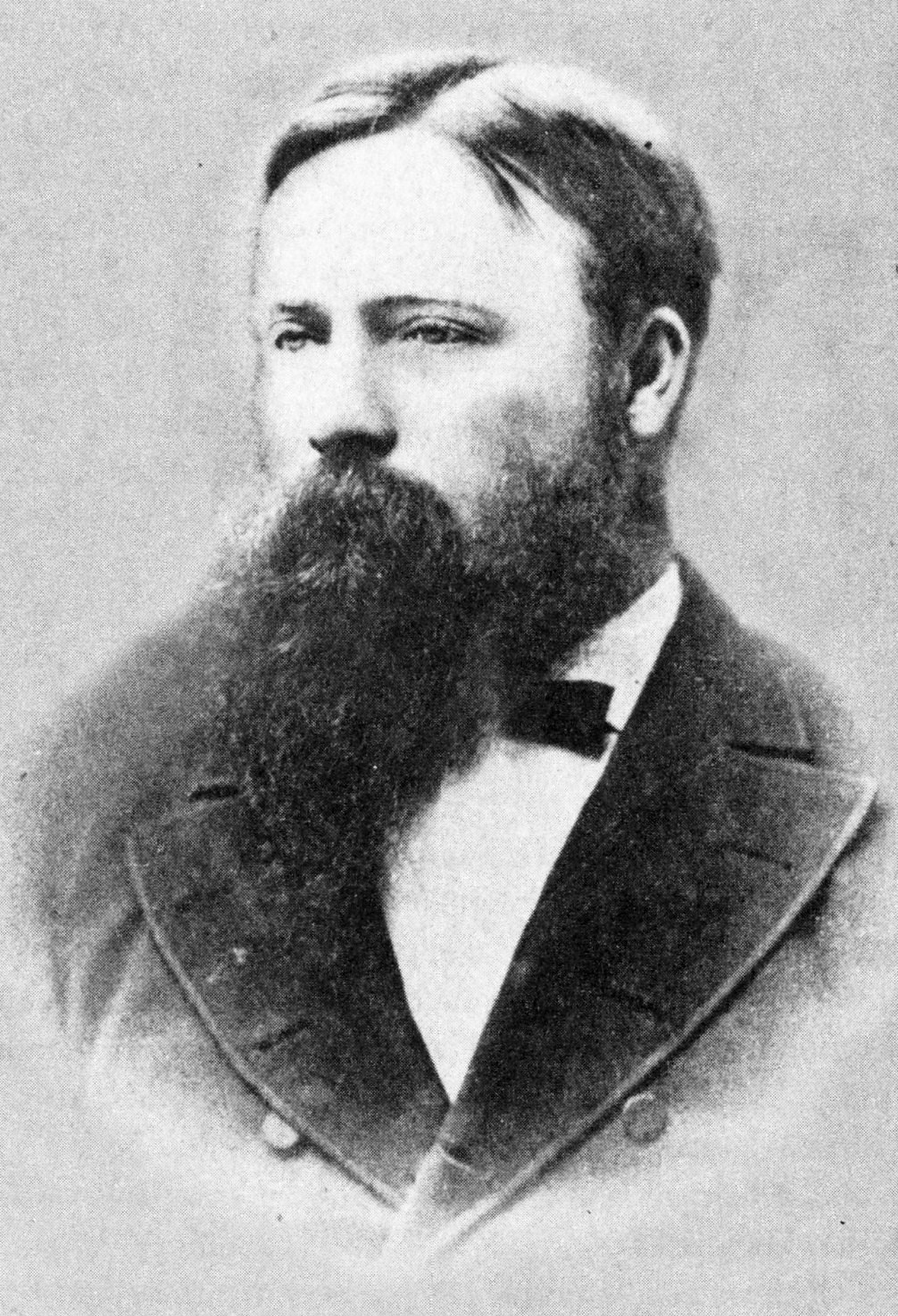
Chauncey Wright

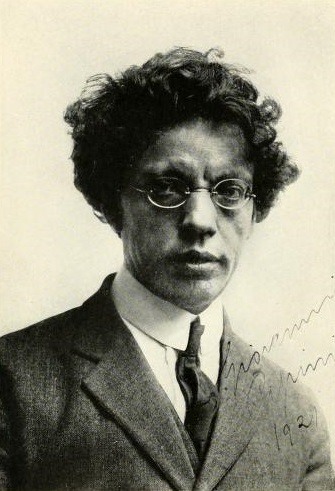
Giovanni Papini

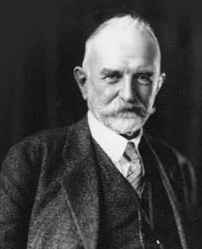
George Herbert Mead

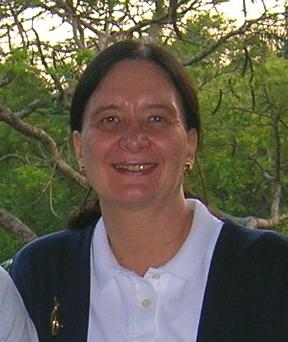
Susan Haack

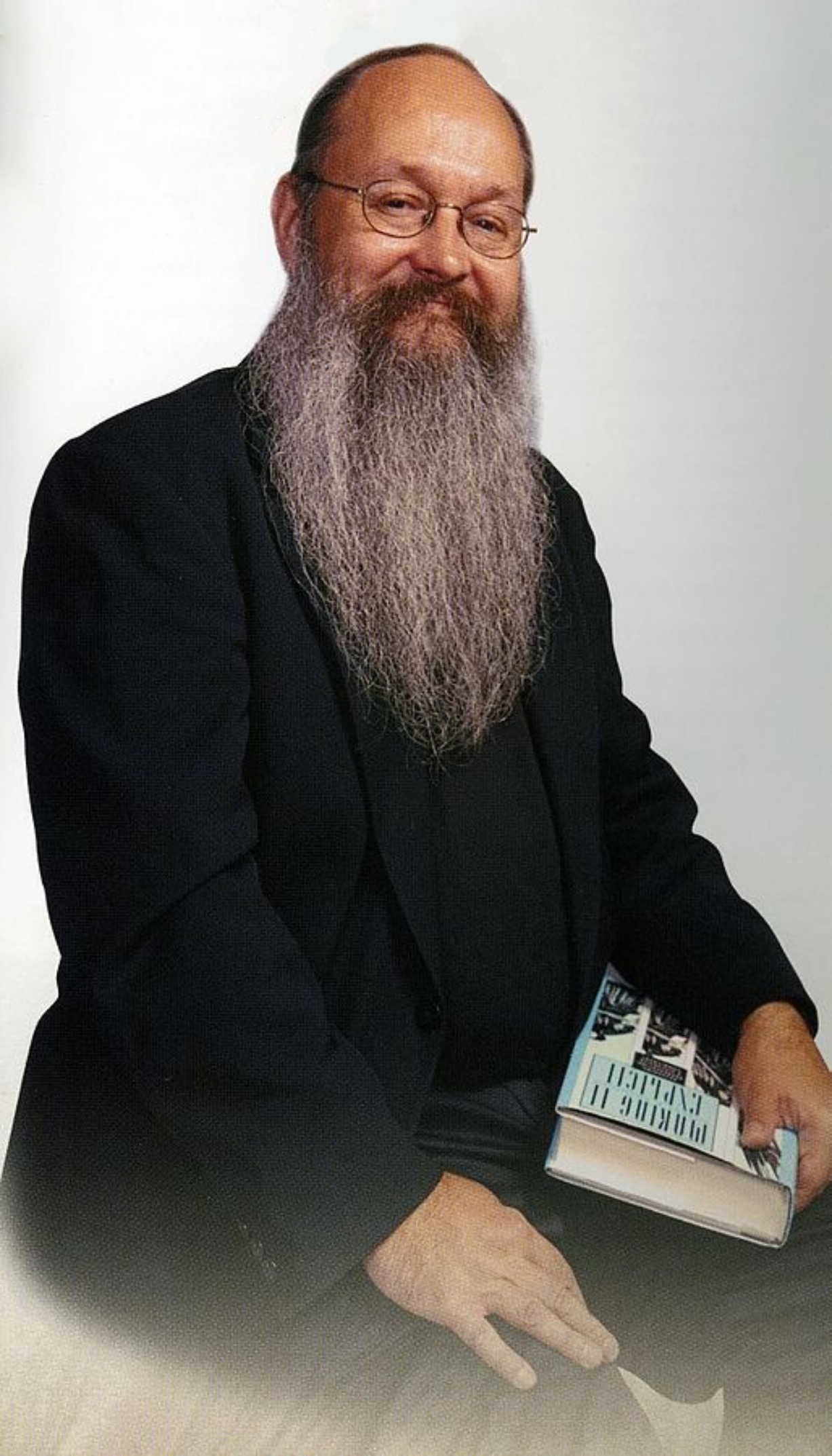
Robert Brandom

El pragmatismo como movimiento filosófico comenzó en los Estados Unidos en la década de 1870. Charles Sanders Peirce (y su Máxima Pragmática) se le atribuye el mérito de su desarrollo, junto con los contribuyentes de finales del siglo XIX, William James y John Dewey. Su dirección fue determinada por los miembros del Club Metafísico, Charles Sanders Peirce, William James y Chauncey Wright, así como por John Dewey y George Herbert Mead.
El primer uso impreso del nombre de pragmatismo fue en 1898 por James, quien atribuyó a Peirce el haber acuñado el término a principios de la década de 1870. James consideró la serie "Ilustraciones de la lógica de la ciencia" de Peirce (incluida "La fijación de la creencia" (1877), y especialmente "Cómo hacer que nuestras ideas sean claras" (1878), como la base del pragmatismo.
A su vez, Peirce escribió en 1906 que Nicholas St. John Green había sido instrumental al enfatizar la importancia de aplicar la definición de creencia de Alexander Bain, que era "aquello sobre lo que un hombre está dispuesto a actuar". Peirce escribió que "de esta definición, el pragmatismo es poco más que un corolario, de modo que estoy dispuesto a pensar en él como el abuelo del pragmatismo ". John Shook ha dicho:" Chauncey Wright también merece un crédito considerable, ya que tanto Peirce como James recuerdan que fue Wright quien exigió un empirismo fenomenalista y falibilista como alternativa a la especulación racionalista".
Peirce desarrolló la idea de que la investigación depende de la duda real, no de la mera duda verbal o hiperbólica, y dijo que para entender una concepción de una manera fructífera: "Considere los efectos prácticos de los objetos de su concepción, ya que la concepción de esos efectos es la totalidad de su concepción del objeto", que luego llamó la máxima pragmática. Equivale a cualquier concepción de un objeto hasta el alcance general de las implicaciones concebibles para la práctica informada de los efectos de ese objeto. Este es el corazón de su pragmatismo como un método de reflexión mental experimental que llega a las concepciones en términos de circunstancias confirmatorias y confirmatorias imaginables, un método hospitalario para la generación de hipótesis explicativas, y propicio para el empleo y la mejora de la verificación. Típica de Peirce es su preocupación por la inferencia de las hipótesis explicativas como fuera de la alternativa fundamental habitual entre el racionalismo deductivista y el empirismo inductivista, aunque era un lógico matemático y uno de los fundadores de la estadística.
Peirce dio una conferencia y escribió sobre el pragmatismo para aclarar su propia interpretación. Al encuadrar el significado de una concepción en términos de pruebas imaginables, Peirce enfatizó que, dado que una concepción es general, su significado, su significado intelectual, equivale a las implicaciones de su aceptación para la práctica general, más que a cualquier conjunto definido de efectos reales (o resultados de pruebas). El significado clarificado de una concepción apunta hacia sus verificaciones concebibles, pero los resultados no son significados, sino logros individuales.
Peirce en 1905 acuñó el nuevo nombre pragmaticismo "con el propósito preciso de expresar la definición original", diciendo que "todo fue feliz" con los usos variados de James y Schiller del antiguo nombre "pragmatismo" y que, sin embargo, acuñó el nuevo nombre debido al uso creciente del viejo nombre en "revistas literarias, donde se abusa". Sin embargo, en un manuscrito de 1906 citó como causa sus diferencias con James y Schiller. Y en una publicación de 1908, sus diferencias con James y el autor literario Giovanni Papini. Peirce, en cualquier caso, consideró sus puntos de vista de que la verdad es inmutable y que el infinito es real, ya que los otros pragmáticos se oponen, pero se mantuvo aliado con ellos en otros asuntos.
El pragmatismo disfrutó de una atención renovada después de que Willard Van Orman Quine y Wilfrid Sellars utilizaran un pragmatismo revisado para criticar el positivismo lógico en la década de 1960. Inspirado por el trabajo de Quine y Sellars, una clase de pragmatismo conocido a veces como neopragmatismo ganó influencia a través de Richard Rorty, el más influyente de los pragmáticos de finales del siglo XX junto con Hilary Putnam y Robert Brandom. El pragmatismo contemporáneo puede dividirse ampliamente en una estricta tradición analítica y un pragmatismo "neoclásico" (como Susan Haack) que se adhiere al trabajo de Peirce, James y Dewey.
Algunos de los pensadores que sirvieron de inspiración para varios pragmatistas son los siguientes:
- Francis Bacon, que acuñó el dicho ipsa scientia potestas est ("el conocimiento en sí mismo es poder")
- David Hume, por su explicación naturalista del conocimiento y la acción
- Thomas Reid, por su realismo directo
- Immanuel Kant, por su idealismo y de quien Peirce deriva el nombre de "pragmatismo"
- G. W. F. Hegel, quien introdujo la temporalidad en la filosofía (Pinkard en Misak 2007)
- J. S. Mill, por su nominalismo y empirismo
- George Berkeley, por su proyecto para eliminar todos los conceptos poco claros de la filosofía (Peirce 8:33)
- Henri Bergson, que influyó en William James para renunciar al intelectualismo y los métodos lógicos

## Principios básicos
Algunas de las diversas posiciones interrelacionadas que a menudo son características de los filósofos que trabajan desde un enfoque pragmático incluyen:
- Epistemología (justificación): una teoría coherentista de la justificación que rechaza la afirmación de que todo conocimiento y creencia justificada descansa finalmente en una base de conocimiento no inferencial o creencia justificada. Los coherentes sostienen que la justificación es únicamente una función de alguna relación entre creencias, ninguna de las cuales son creencias privilegiadas en el sentido sostenido por las teorías fundamentalistas de la justificación.
- Epistemología (verdad): una teoría deflacionaria o pragmática de la verdad; la primera es la afirmación epistemológica de que las afirmaciones de que la verdad predicada de una afirmación no atribuyen una propiedad llamada verdad a tal enunciado, mientras que la segunda es la afirmación epistemológica de que las afirmaciones de que la verdad predicada de una afirmación atribuyen la propiedad de utilidad para creer tal declaración.
- Metafísica: una visión pluralista de que hay más de una forma sólida de conceptualizar el mundo y su contenido.
- Filosofía de la ciencia: una visión instrumentalista y científica antirrealista de que un concepto o teoría científica debe evaluarse por la eficacia con que explica y predice los fenómenos, en oposición a la precisión con que describe la realidad objetiva.
- Filosofía del lenguaje: una visión anti-representacionalista que rechaza analizar el significado semántico de proposiciones, estados mentales y enunciados en términos de correspondencia o relación representacional y en su lugar analiza el significado semántico en términos de nociones como disposiciones para la acción, relaciones inferenciales y / o roles funcionales (por ejemplo, conductismo e inferencialismo). No debe confundirse con la pragmática, un subcampo de la lingüística sin relación con el pragmatismo filosófico.
- Además, las formas de empirismo, falibilismo, verificacionismo y una metafilosofía naturalista de Quine son todos elementos comunes de las filosofías pragmatistas. Muchos pragmáticos son relativistas epistemológicos y ven que esta es una faceta importante de su pragmatismo, pero esto es controvertido y otros pragmáticos argumentan que tal relativismo está seriamente equivocado (por ejemplo, Hilary Putnam, Susan Haack).

### Anti-reificación de conceptos y teorías
Dewey, en The Quest for Certainty, criticó lo que llamó "la falacia filosófica": - los filósofos a menudo dan por sentadas categorías (como la mental y la física) porque no se dan cuenta de que estos son conceptos meramente nominales que fueron inventados para ayudar a resolver problemas específicos. Esto causa confusión metafísica y conceptual. Varios ejemplos son el "Ser último" de los filósofos hegelianos, la creencia en un "reino del valor", la idea de que la lógica, porque es una abstracción del pensamiento concreto, no tiene nada que ver con el acto del pensamiento concreto, y así sucesivamente. David L. Hildebrand resume el problema: "La falta de atención a las funciones específicas que comprende la investigación llevó a realistas e idealistas a formular relatos de conocimiento que proyectan los productos de la abstracción extensa de vuelta a la experiencia." (Hildebrand 2003)

### Naturalismo y anticartesianismo
Desde el principio, los pragmáticos quisieron reformar la filosofía y ponerla más en línea con el método científico tal como lo entendieron. Argumentaban que las filosofías idealista y realista tenían tendencia a presentar el conocimiento humano como algo más allá de lo que la ciencia podía comprender. Sostenían que estas filosofías recurrían entonces a una fenomenología inspirada por Kant de las teorías de la correspondencia del conocimiento y la verdad. Los pragmatistas criticaban a la primera por su apriorismo, y a la segunda porque toma la correspondencia como un hecho inanalizable. El pragmatismo en cambio trata de explicar la relación entre el conocedor y el conocido.
En 1868, C.S. Peirce argumentó que no hay poder de intuición en el sentido de una cognición incondicionada por inferencia y ningún poder de introspección, intuitiva o de otro tipo, y que la conciencia de un mundo interno es por inferencia hipotética de hechos externos. La introspección y la intuición eran herramientas filosóficas básicas al menos desde Descartes. Argumentó que no hay una cognición absolutamente primera en un proceso cognitivo; tal proceso tiene su comienzo, pero siempre se puede analizar en etapas cognitivas más finas. Aquello que llamamos introspección no da acceso privilegiado al conocimiento sobre la mente: el yo es un concepto que se deriva de nuestra interacción con el mundo externo y no al revés (De Waal 2005, pp. 7-10). Al mismo tiempo, sostenía persistentemente que el pragmatismo y la epistemología en general no podían derivarse de los principios de la psicología entendidos como ciencia especial: lo que pensamos es demasiado diferente de lo que deberíamos pensar; en su serie "Ilustraciones de la Lógica de la Ciencia", Peirce formuló tanto el pragmatismo como los principios de la estadística como aspectos del método científico en general. Este es un punto importante de desacuerdo con la mayoría de los otros pragmáticos, que defienden un naturalismo y un psicologismo más profundos.
Richard Rorty amplió estos y otros argumentos en Philosophy and the Mirror of Nature en los que criticaba los intentos de muchos filósofos de la ciencia de crear un espacio para la epistemología que no tiene relación alguna con las ciencias empíricas y que a veces se considera como superior a ellas. W. V. Quine en su ensayo Epistemology Naturalized (Quine 1969), también criticó la epistemología "tradicional" y su "sueño cartesiano" de certeza absoluta. El sueño, argumentó, era imposible en la práctica, así como equivocado en teoría, porque separa la epistemología de la investigación científica.

### Reconciliación de antiescepticismo y falibilismo

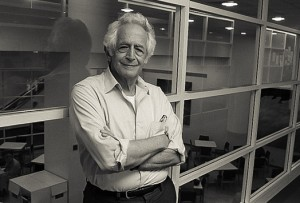
Richard J. Bernstein

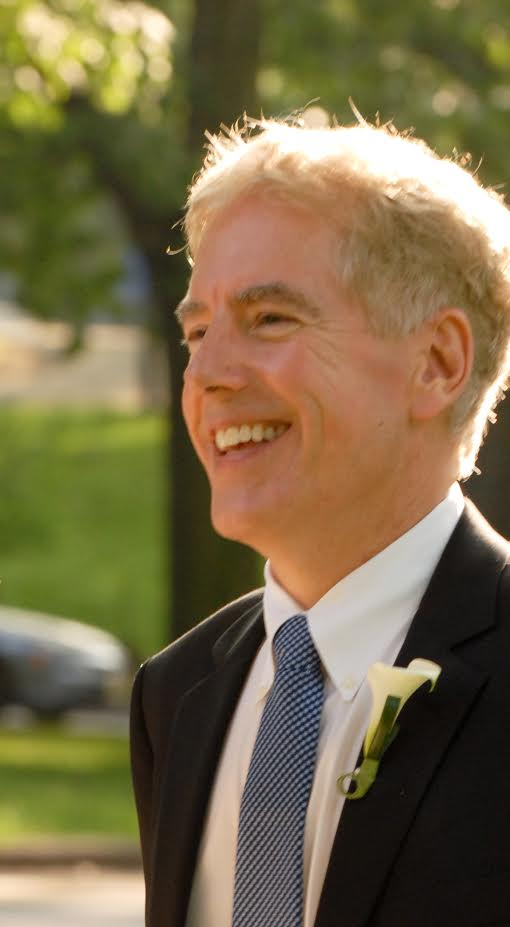
John J. Stuhr

Hilary Putnam ha sugerido que la reconciliación del antiescepticismo y el falibilismo es el objetivo central del pragmatismo estadounidense. Aunque todo el conocimiento humano es parcial, sin la capacidad de tener una "visión superior", esto no requiere una actitud escéptica globalizada, un escepticismo filosófico radical (a diferencia de lo que se llama escepticismo científico).
Peirce insistió en que (1) en el razonamiento, existe la presuposición, y al menos la esperanza, de que la verdad y lo real son descubribles y serían descubiertos, tarde o temprano, pero aún inevitablemente, por una investigación suficiente, y (2) contrariamente a la famosa e influyente metodología de Descartes en las Meditaciones sobre la Primera Filosofía, la duda no puede ser fingida o creada por mandato verbal para motivar una investigación fructífera, y mucho menos puede comenzar la filosofía en la duda universal. La duda, como la creencia, requiere justificación. La duda genuina irrita e inhibe, en el sentido de que la creencia es aquella sobre la cual uno está preparado para actuar. Surge de la confrontación con alguna cuestión de hecho recalcitrante específica (que Dewey llamó una "situación"), que desestabiliza nuestra creencia en alguna proposición específica. La indagación es entonces el proceso racionalmente autocontrolado de intentar regresar a un estado establecido de creencia sobre el asunto. Hay que tener en cuenta que el antiescepticismo es una reacción al escepticismo académico moderno a raíz de Descartes. La insistencia pragmática en que todo conocimiento es tentativo es bastante compatible con la tradición escéptica anterior.

### Teoría pragmática de la verdad
Las teorías pragmáticas de la verdad afirman que una proposición es verdadera si resulta útil o funciona en la práctica. Así, la proposición «en verano hace calor» es verdadera si constituye una buena guía para la acción, esto es, si resulta útil para cualquier persona que la considere verdadera. Hay que entender el criterio de utilidad como una apelación a comprobar en la práctica la verdad de las proposiciones, sin caricaturizar la premisa básica. Si sucede tal y como la proposición indica, entonces es verdadera. Así pues, según la teoría de la utilidad, solo podremos establecer la verdad de una proposición cuando la comprobamos en la práctica. Esta exigencia no se produce en la teoría de la correspondencia, en la que una proposición es verdadera si se corresponde con los hechos, aunque estos no puedan comprobarse. Como es obvio, la comprobación de una proposición está sujeta a ciertas limitaciones: primero ha de ser verificable, y además la verificación no es infalible.
El papel de la creencia en representar la realidad es ampliamente debatido en el pragmatismo. ¿Es válida una creencia cuando representa la realidad? Copiar es uno (y solo uno) modo genuino de conocimiento. ¿Las disposiciones de creencias que califican como verdaderas o falsas dependen de qué tan útiles sean en la investigación y en la acción? ¿Es solo en la lucha de los organismos inteligentes con el entorno que las creencias adquieren significado? ¿Una creencia solo se vuelve verdadera cuando tiene éxito en esta lucha? En el pragmatismo, nada práctico o útil se considera necesariamente verdadero, ni nada que ayude a sobrevivir meramente a corto plazo. Por ejemplo, creer que mi cónyuge infiel es fiel puede ayudarme a sentirme mejor ahora, pero ciertamente no es útil desde una perspectiva a más largo plazo porque no concuerda con los hechos (y por lo tanto no es verdad).

### Epistemología pragmática
El pragmatismo no fue el primero en aplicar la evolución a las teorías del conocimiento: Schopenhauer abogó por un idealismo biológico ya que lo que es útil para un organismo es que puede diferir enormemente de lo que es verdadero. Aquí el conocimiento y la acción se representan como dos esferas separadas con una verdad absoluta o trascendental por encima y más allá de cualquier tipo de organismos de investigación utilizados para hacer frente a la vida. El pragmatismo desafía este idealismo al proporcionar una explicación "ecológica" del conocimiento: la investigación se refiere a cómo los organismos pueden controlar su medio ambiente. Lo real y lo verdadero son etiquetas funcionales en la investigación y no pueden entenderse fuera de este contexto. No es realista en un sentido tradicionalmente robusto de realismo (lo que Hilary Putnam llamaría más tarde realismo metafísico), pero es realista en la forma en que reconoce un mundo externo que debe ser tratado.

## En otros campos de la filosofía
Mientras que el pragmatismo comenzó simplemente como un criterio de significado, rápidamente se expandió para convertirse en una epistemología completa con implicaciones de amplio alcance para todo el campo filosófico. Los pragmáticos que trabajan en estos campos comparten una inspiración común, pero su trabajo es diverso.

### Filosofía de la Ciencia

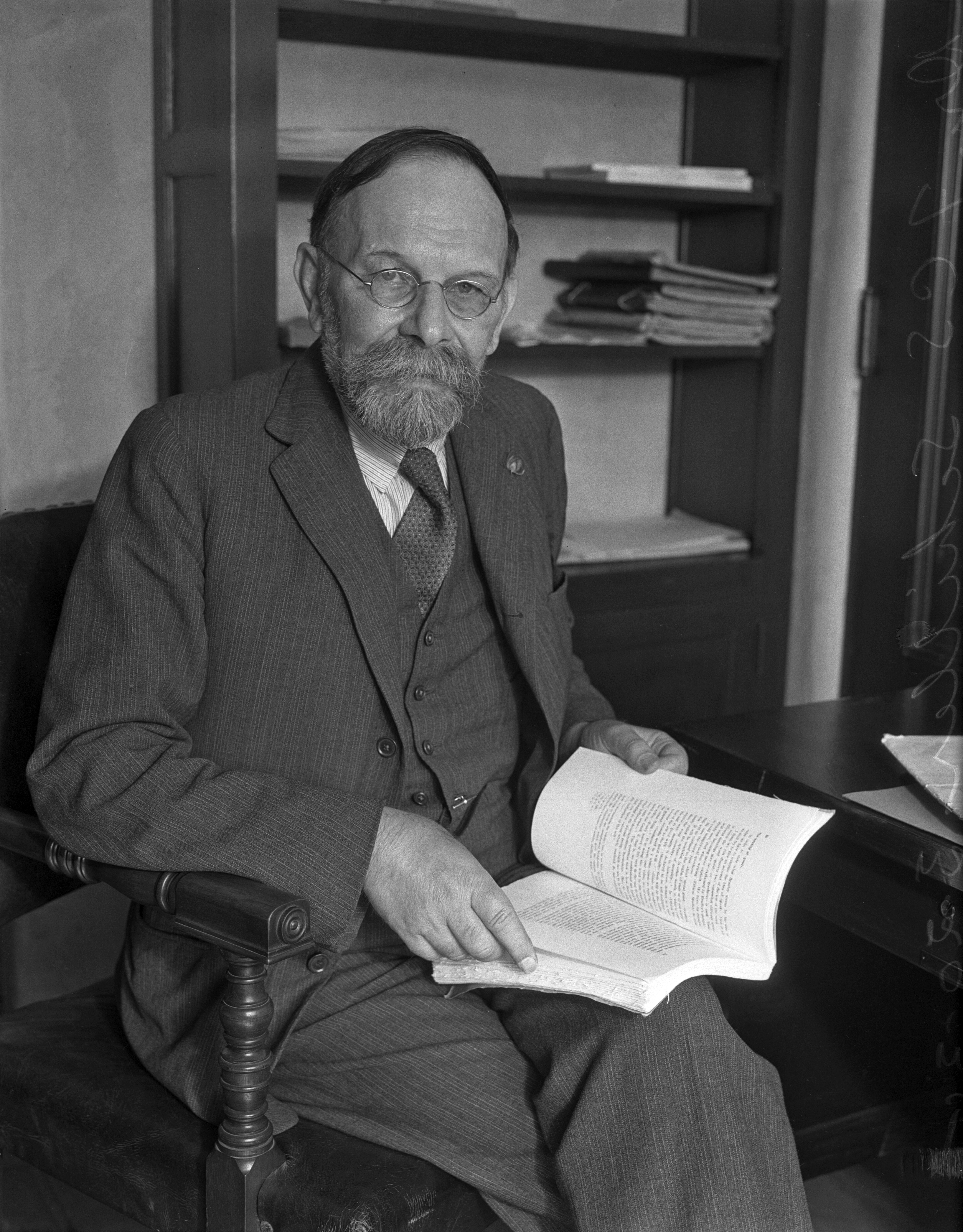
F.C.S. Schiller. 1935

En la filosofía de la ciencia, el instrumentalismo es la opinión de que los conceptos y las teorías son meramente instrumentos útiles y el progreso en la ciencia no puede expresarse en términos de conceptos y teorías que de algún modo reflejen la realidad. Los filósofos instrumentalistas a menudo definen el progreso científico como nada más que una mejora en la explicación y predicción de fenómenos. El Instrumentalismo no afirma que la verdad no importe, sino que proporciona una respuesta específica a la pregunta sobre qué significan la verdad y la falsedad y cómo funcionan en la ciencia.
Uno de los principales argumentos de C. I. Lewis en Mind and the World Order es: "El esquema de una teoría del conocimiento es que la ciencia no solo proporciona una copia de la realidad, sino que debe trabajar con sistemas conceptuales y que se eligen por razones pragmáticas, es decir, porque ayudan a la investigación. El propio desarrollo de Lewis de lógicas modales múltiples es un buen ejemplo. Lewis a veces se llama un "pragmatista conceptual" debido a esto." (Lewis 1929)
Otro desarrollo es la cooperación del positivismo lógico y el pragmatismo en las obras de Charles W. Morris y Rudolf Carnap. La influencia del pragmatismo en estos escritores se limita principalmente a la incorporación de la máxima pragmática en su epistemología. Los pragmáticos con una concepción más amplia del movimiento a menudo no se refieren a ellos.
El documento de W. V. Quine "Dos dogmas del empirismo", publicado en 1951, es uno de los artículos más célebres de la filosofía del siglo XX en la tradición analítica. El documento es un ataque a dos principios centrales de la filosofía de los positivistas lógicos. Una es la distinción entre enunciados analíticos (tautologías y contradicciones) cuya verdad (o falsedad) es una función de los significados de las palabras en el enunciado ("todos los solteros no están casados") y enunciados sintéticos, cuya verdad (o falsedad) es una función de estados de cosas (contingentes). El otro es el reduccionismo, la teoría de que cada enunciado significativo obtiene su significado de una construcción lógica de términos que se refiere exclusivamente a la experiencia inmediata. El argumento de Quine trae a la mente la insistencia de Peirce de que los axiomas no son verdades a priori sino declaraciones sintéticas.

### Lógica
Más adelante en su vida, F.C.S. Schiller se hizo famoso por sus ataques a la lógica en su libro de texto, Formal Logic. Para entonces, el pragmatismo de Schiller se había convertido en el más cercano de cualquiera de los pragmáticos clásicos que a una filosofía del lenguaje ordinario. Schiller buscó socavar la posibilidad misma de la lógica formal, al mostrar que las palabras solo tenían significado cuando se usaban en contexto. El menos famoso de los trabajos principales de Schiller fue la secuela constructiva de su destructivo libro Lógica Formal. En esta secuela, Logic for Use, Schiller intentó construir una nueva lógica para reemplazar la lógica formal que había criticado en Formal Logic. Lo que él ofrece es algo que los filósofos reconocerían hoy como una lógica que cubre el contexto del descubrimiento y el método hipotético-deductivo.
Considerando que F.C.S. Schiller descartó la posibilidad de la lógica formal, la mayoría de los pragmáticos son más críticos que su pretensión de validez última y ven la lógica como una herramienta entre otras, o quizás, considerando la multitud de lógicas formales, un conjunto de herramientas entre otras. C.S. Peirce desarrolló múltiples métodos para hacer una lógica formal.
Los usos del argumento de Stephen Toulmin inspiraron a los estudiosos en lógica informal y estudios retóricos (aunque es un trabajo epistemológico).

### Metafísica
James y Dewey eran pensadores empíricos de la manera más directa: la experiencia es la prueba definitiva y la experiencia es lo que necesita ser explicado. No estaban satisfechos con el empirismo ordinario porque, según la tradición que data de Hume, los empiristas tendían a pensar que la experiencia no era más que sensaciones individuales. Para los pragmáticos, esto va en contra del espíritu de empirismo: debemos tratar de explicar todo lo que se da en la experiencia, incluidas las conexiones y el significado, en lugar de explicarlos y postular los datos sensoriales como la realidad última. El empirismo radical, o empirismo inmediato en las palabras de Dewey, quiere dar un lugar al significado y al valor en lugar de explicarlos como adiciones subjetivas a un mundo de átomos que zumban.
William James ofrece un ejemplo interesante de esta deficiencia filosófica:

"[Un joven graduado] comenzó diciendo que siempre había dado por sentado que cuando ingresaba en un aula filosófica tenía que abrir relaciones con un universo completamente distinto del que dejó atrás en la calle. Se suponía que los dos debían, dijo, tener muy poco que ver el uno con el otro, que no era posible ocupar su mente con ellos al mismo tiempo. El mundo de las experiencias personales concretas a las que pertenece la calle es multitudinario más allá de la imaginación, enredado, embarrado, doloroso y perplejo. El mundo al que te presenta tu profesor de filosofía es simple, limpio y noble. Las contradicciones de la vida real están ausentes. [...] De hecho, es mucho menos un relato de este mundo real que una adición clara construida sobre él [...] No es una explicación de nuestro universo concreto."
(James 1907, pp. 8-9)

El primer libro de F. C. S. Schiller, Riddles of the Sphinx, fue publicado antes de que se diera cuenta del creciente movimiento pragmático que estaba teniendo lugar en Estados Unidos. En él, Schiller aboga por un término medio entre el materialismo y la metafísica absoluta. Estos opuestos son comparables a lo que William James denominó empirismo de mentalidad dura y racionalismo de mentalidad sensible. Schiller sostiene, por una parte, que el naturalismo mecanicista no puede dar sentido a los aspectos "superiores" de nuestro mundo. Estos incluyen el libre albedrío, la conciencia, el propósito, universales y algunos agregarían a Dios. Por otro lado, la metafísica abstracta no puede dar sentido a los aspectos "inferiores" de nuestro mundo (por ejemplo, lo imperfecto, el cambio, la fisicalidad). Si bien Schiller es vago sobre el tipo exacto de terreno intermedio que intenta establecer, sugiere que la metafísica es una herramienta que puede ayudar a la investigación, pero que solo es valiosa en la medida en que ayuda en la explicación.
En la segunda mitad del siglo XX, Stephen Toulmin argumentó que la necesidad de distinguir entre realidad y apariencia solo surge dentro de un esquema explicativo y, por lo tanto, que no tiene sentido preguntar en qué consiste la "realidad última". Más recientemente, una idea similar ha sido sugerida por el filósofo postanalítico Daniel Dennett, quien argumenta que cualquiera que quiera entender el mundo debe reconocer tanto los aspectos "sintácticos" de la realidad (es decir, los átomos zumbando) como sus propiedades emergentes o "semánticas" (es decir, significado y valor).
El empirismo radical da respuestas interesantes a las preguntas sobre los límites de la ciencia si los hay, la naturaleza del significado y el valor y la viabilidad del reduccionismo. Estas preguntas ocupan un lugar destacado en los debates actuales sobre la relación entre religión y ciencia, donde a menudo se supone -aunque la mayoría de los pragmáticos estarían en desacuerdo- que la ciencia degrada todo lo que es significativo en fenómenos "meramente" físicos.

### Filosofía de la mente

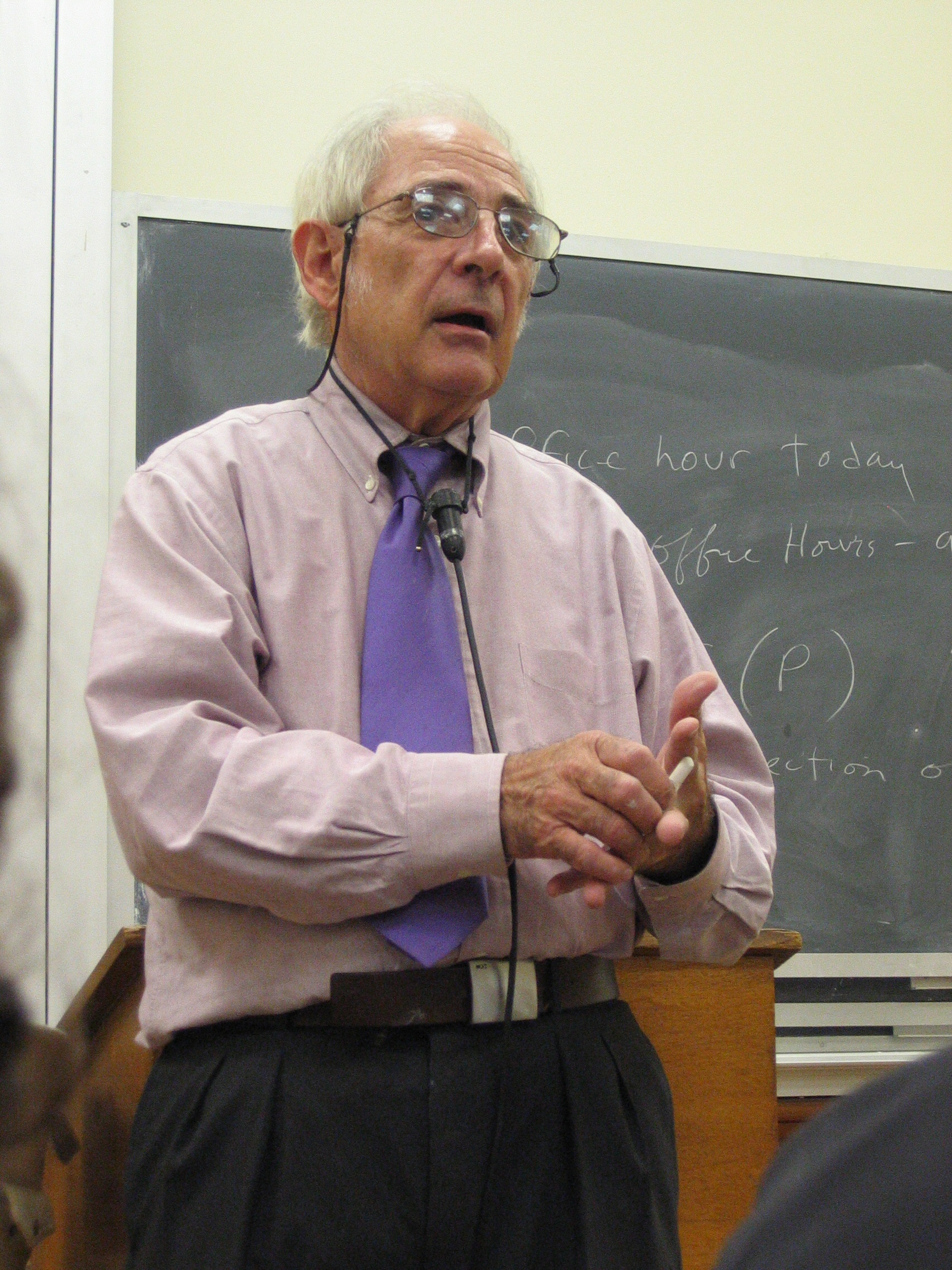
John Searle

Tanto John Dewey en Experience and Nature (1929) como medio siglo después Richard Rorty en su Philosophy and the Mirror of Nature (1979) argumentaron que gran parte del debate sobre la relación de la mente con el cuerpo resulta de confusiones conceptuales. En cambio, argumentan que no hay necesidad de colocar la mente como una categoría ontológica.
Los pragmatistas no están de acuerdo sobre si los filósofos deberían adoptar una postura quietista o naturalista hacia el problema mente-cuerpo. Los primeros (Rorty, entre ellos) quieren acabar con el problema porque creen que es un pseudoproblema, mientras que los segundos creen que es una pregunta empírica significativa.

### Ética

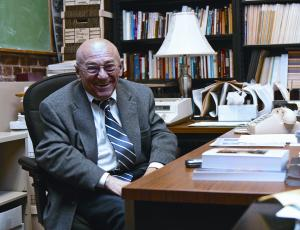
John Lachs

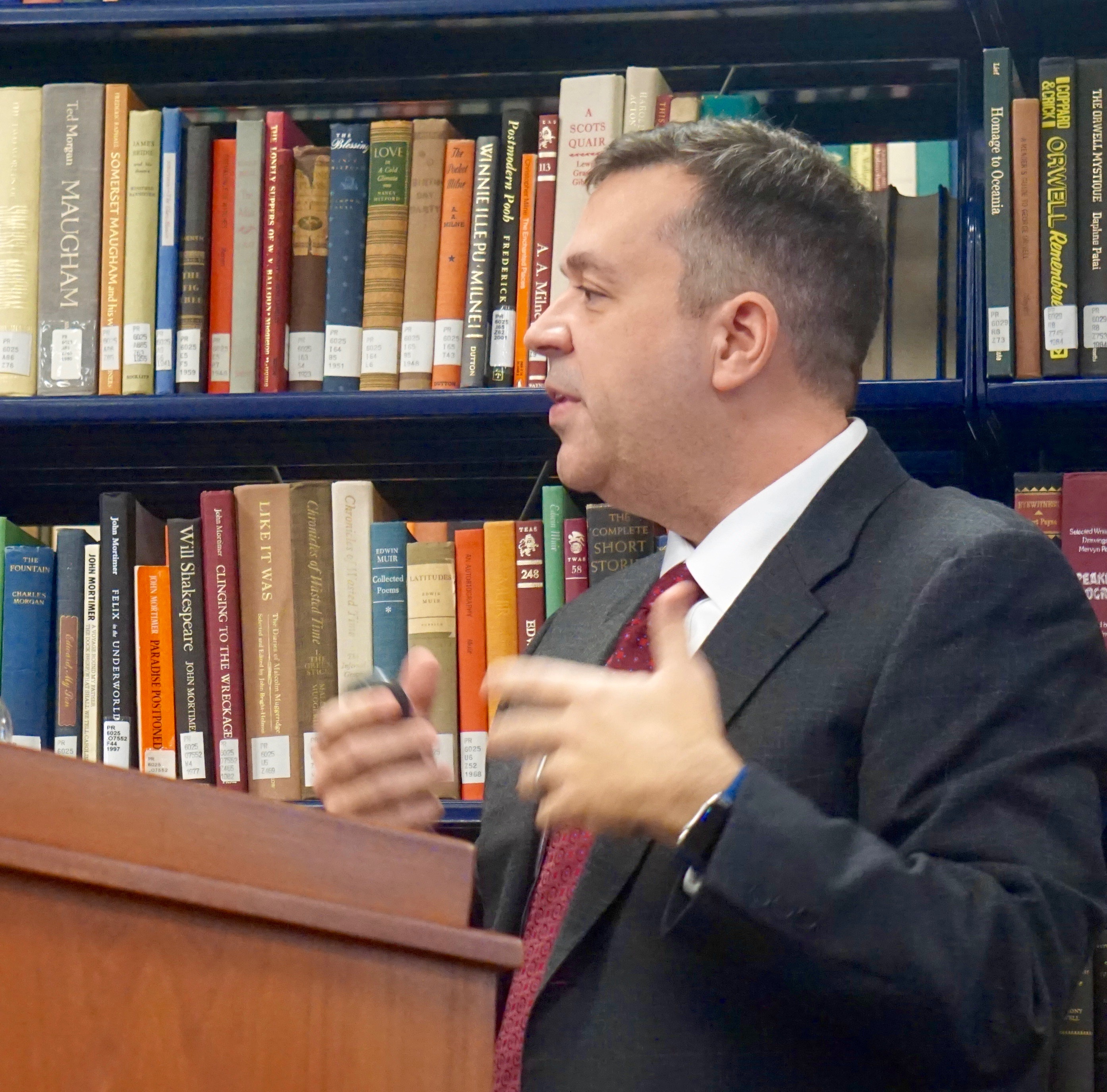
Glenn McGee

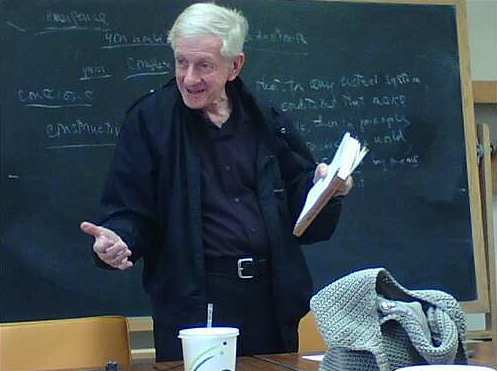
Joseph Margolis

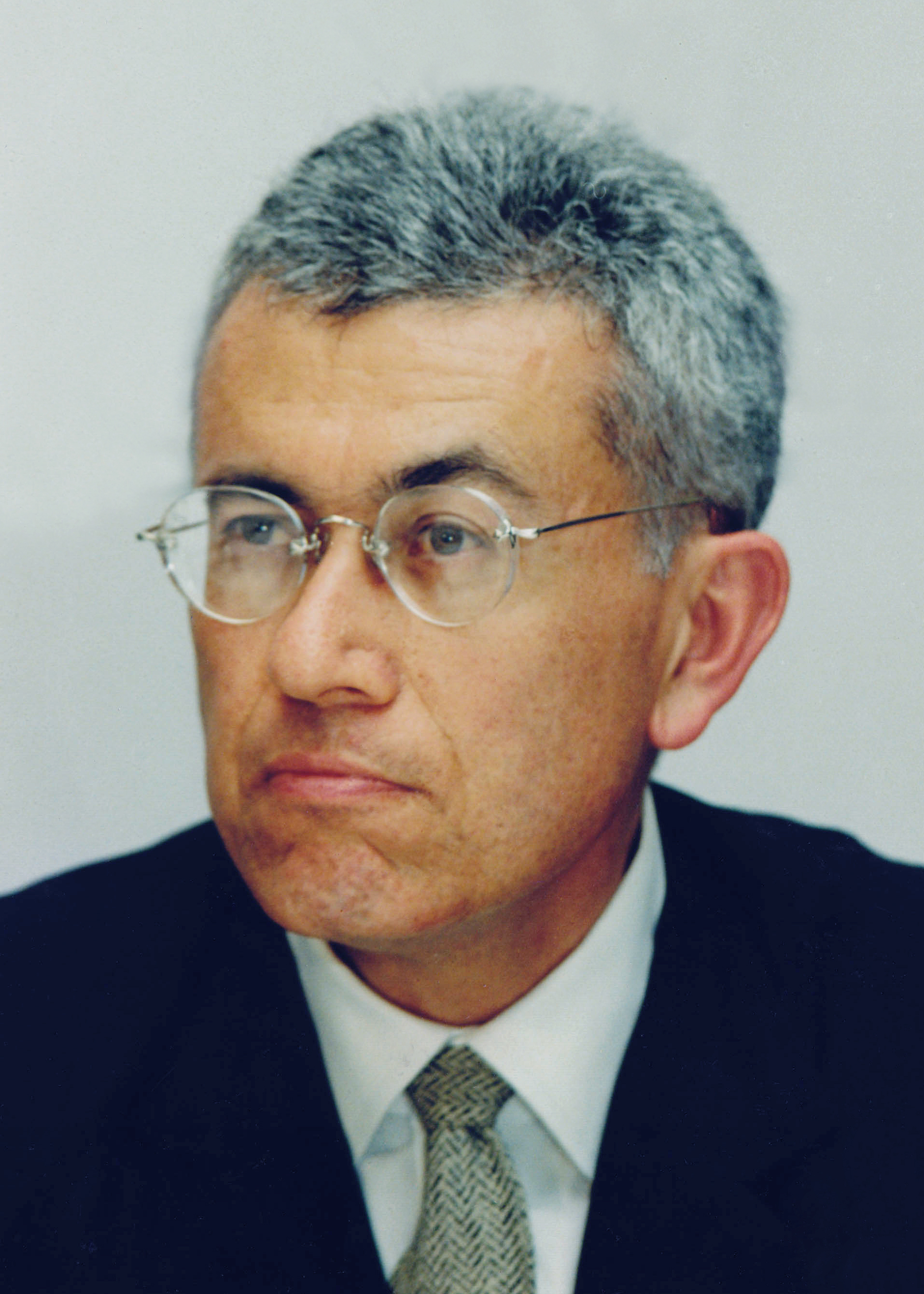
Roberto Unger

El pragmatismo no ve una diferencia fundamental entre la razón práctica y la teórica, ni ninguna diferencia ontológica entre hechos y valores. Tanto los hechos como los valores tienen un contenido cognitivo: el conocimiento es lo que debemos creer; los valores son hipótesis sobre lo que es bueno en acción. La ética pragmática es ampliamente humanista porque no ve una prueba definitiva de moralidad más allá de lo que nos importa como humanos. Los buenos valores son aquellos para los cuales tenemos buenas razones. La formulación pragmática es anterior a las de otros filósofos que han subrayado importantes similitudes entre valores y hechos como Jerome Schneewind y John Searle.
William James intentó mostrar la significación de (algunos tipos de) espiritualidad, pero, como otros pragmáticos, no vio la religión como la base del significado o la moralidad.
La contribución de William James a la ética, tal como se presenta en su ensayo The Will to Believe (La voluntad de creer) a menudo ha sido malentendida como una súplica a favor del relativismo o la irracionalidad. En sus propios términos, argumenta que la ética siempre implica un cierto grado de confianza o fe y que no siempre podemos esperar pruebas adecuadas al tomar decisiones morales.

"Las preguntas morales se presentan inmediatamente como preguntas cuya solución no puede esperar a una prueba sensata. Una pregunta moral es una pregunta no de lo que existe sensatamente, sino de lo que es bueno, o sería bueno si existiera. [...] Un organismo social de cualquier tipo, grande o pequeño, es lo que es, porque cada miembro procede a su propio deber con la confianza de que los otros miembros harán simultáneamente el suyo. Dondequiera que se logre un resultado deseado mediante la cooperación de muchas personas independientes, su existencia como un hecho es una consecuencia pura de la fe precursora mutua de las personas inmediatamente interesadas. Un gobierno, un ejército, un sistema comercial, un barco, una universidad, un equipo deportivo, todos existen bajo esta condición, sin los cuales no solo no se logra nada, sino que incluso no se intenta nada."
(La voluntad de creer James 1896)

De los pragmáticos clásicos, John Dewey escribió más ampliamente sobre moralidad y democracia. (Edel 1993) En su artículo clásico Tres factores independientes en la moral (Dewey 1930), trató de integrar tres perspectivas filosóficas básicas sobre la moralidad: el derecho, la virtud y el bien. Sostuvo que si bien las tres proporcionan formas significativas de pensar sobre cuestiones morales, la posibilidad de conflicto entre los tres elementos no siempre se puede resolver fácilmente. (Anderson, SEP)
Dewey también criticó la dicotomía entre los medios y los fines que consideraba responsables de la degradación de nuestra vida laboral y educativa cotidiana. Hizo hincapié en la necesidad de un trabajo significativo y una concepción de la educación que la considerara no como una preparación para la vida sino como la vida misma. (Dewey 2004 [1910] capítulo 7, Dewey 1997 [1938], p.47)
Dewey se oponía a otras filosofías éticas de su época, especialmente el emotivismo de Alfred Ayer. Dewey vislumbró la posibilidad de la ética como una disciplina experimental, y los valores del pensamiento podrían caracterizarse mejor no como sentimientos o imperativos, sino como hipótesis sobre qué acciones conducirán a resultados satisfactorios o qué él denominó experiencia consumatoria. Una implicación adicional de este punto de vista es que la ética es una empresa falible, ya que los seres humanos a menudo no pueden saber qué los satisfaría.
Durante la transición del siglo XX al XXI, muchos aceptaron el pragmatismo en el campo de la bioética dirigido por los filósofos John Lachs y su alumno Glenn McGee, cuyo libro de 1997 "El bebé perfecto: un enfoque pragmático de la ingeniería genética" ( ver bebé de diseño) obtuvo alabanzas dentro de la filosofía clásica estadounidense y la crítica de la bioética para el desarrollo de una teoría de la bioética pragmática y su rechazo de la teoría del principalismo entonces en boga en la ética médica. Una antología publicada por The MIT Press, "Pragmatic Bioethics" incluyó las respuestas de los filósofos a ese debate, incluidos Micah Hester, Griffin Trotter y otros, muchos de los cuales desarrollaron sus propias teorías basadas en el trabajo de Dewey, Peirce, Royce y otros. El propio Lachs desarrolló varias aplicaciones del pragmatismo a la bioética independientemente de la obra de Dewey y James, pero ampliándola.
Una contribución pragmática reciente a la meta-ética es "Making Morality" de Todd Lekan (Lekan 2003). Lekan argumenta que la moralidad es una práctica falible pero racional y que tradicionalmente ha sido erróneamente basada en teoría o principios. En cambio, argumenta, la teoría y las reglas surgen como herramientas para hacer que la práctica sea más inteligente.

### Estética
El Arte como experiencia de John Dewey, basado en las conferencias William James que pronunció en Harvard, fue un intento de mostrar la integridad del arte, la cultura y la experiencia cotidiana. El Arte, para Dewey, es o debería ser parte de la vida creativa de todos y no solo el privilegio de un selecto grupo de artistas. También enfatiza que la audiencia es más que un destinatario pasivo. El tratamiento de Dewey del arte fue un alejamiento del enfoque trascendental de la estética a raíz de Immanuel Kant, quien enfatizó el carácter único del arte y la naturaleza desinteresada de la apreciación estética.
Un destacado esteticista pragmático contemporáneo es Joseph Margolis. Él define una obra de arte como "una entidad físicamente incorporada, emergente culturalmente", una "expresión" humana que no es un capricho ontológico sino que está en línea con otra actividad humana y cultura en general. Enfatiza que las obras de arte son complejas y difíciles de comprender, y que no se puede dar ninguna interpretación determinada.

### Filosofía de la religión

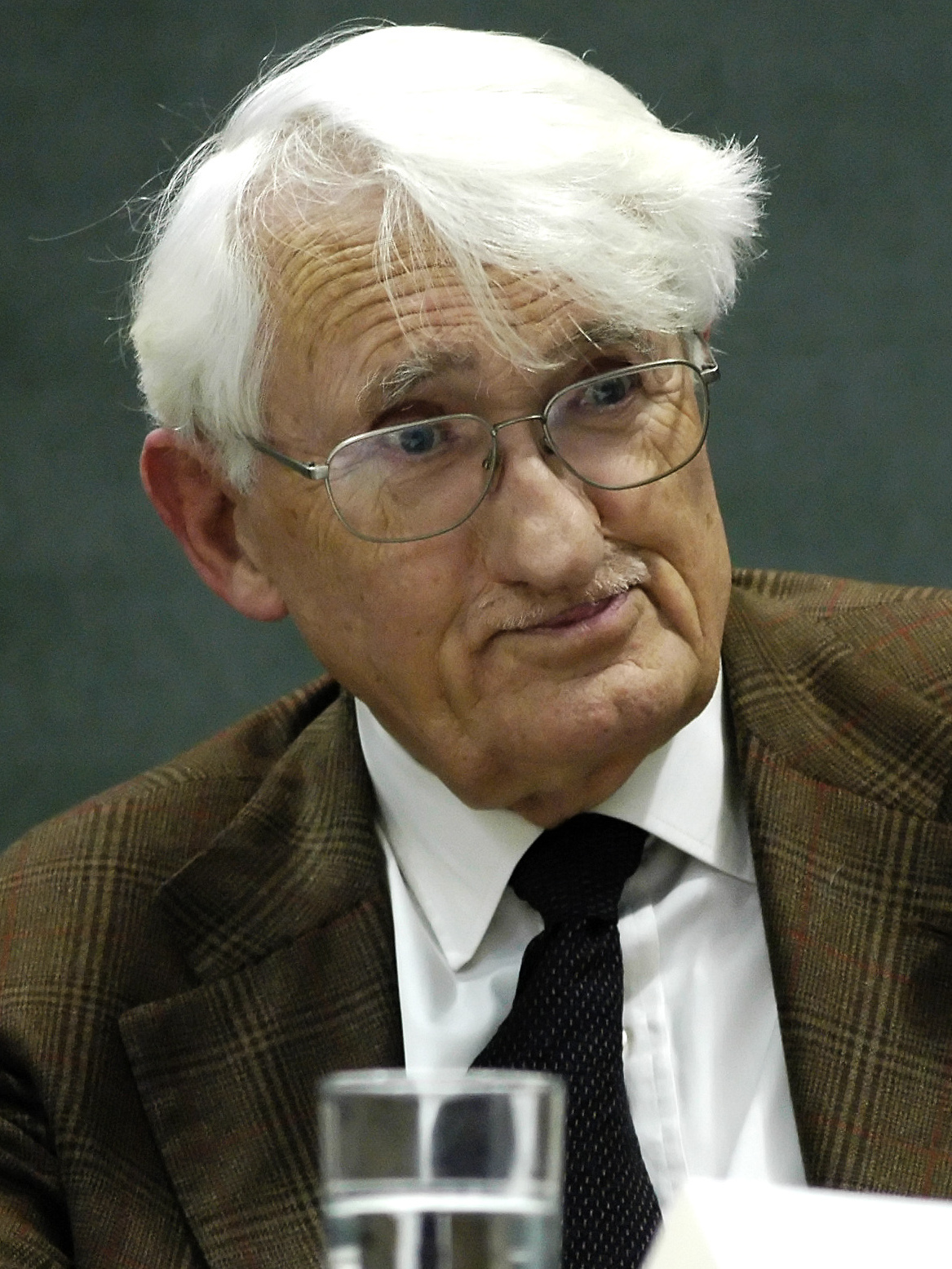
Juergen Habermas

Tanto Dewey como James investigaron el papel que la religión puede seguir desempeñando en la sociedad contemporánea, el primero en A Common Faith y el último en The Varieties of Religious Experience.
Desde un punto de vista general, para William James, algo es verdadero solo en la medida en que funciona. Por lo tanto, la afirmación, por ejemplo, de que la oración se escucha puede funcionar en un nivel psicológico pero (a) puede no ayudar a lograr las cosas por las que oras, y (b) puede explicarse mejor refiriéndose a su efecto sedante que el que las oraciones son escuchadas.
Como tal, el pragmatismo no es antitético a la religión, pero tampoco es una apología de la fe. Sin embargo, la posición metafísica de James deja abierta la posibilidad de que las afirmaciones ontológicas de las religiones sean verdaderas. Como observó al final de las Variedades, su posición no equivale a negar la existencia de realidades trascendentes. Por el contrario, defendió el derecho epistémico legítimo de creer en tales realidades, ya que tales creencias sí marcan una diferencia en la vida de un individuo y se refieren a afirmaciones que no pueden ser verificadas o falsificadas ni por motivos sensoriales intelectuales ni comunes.

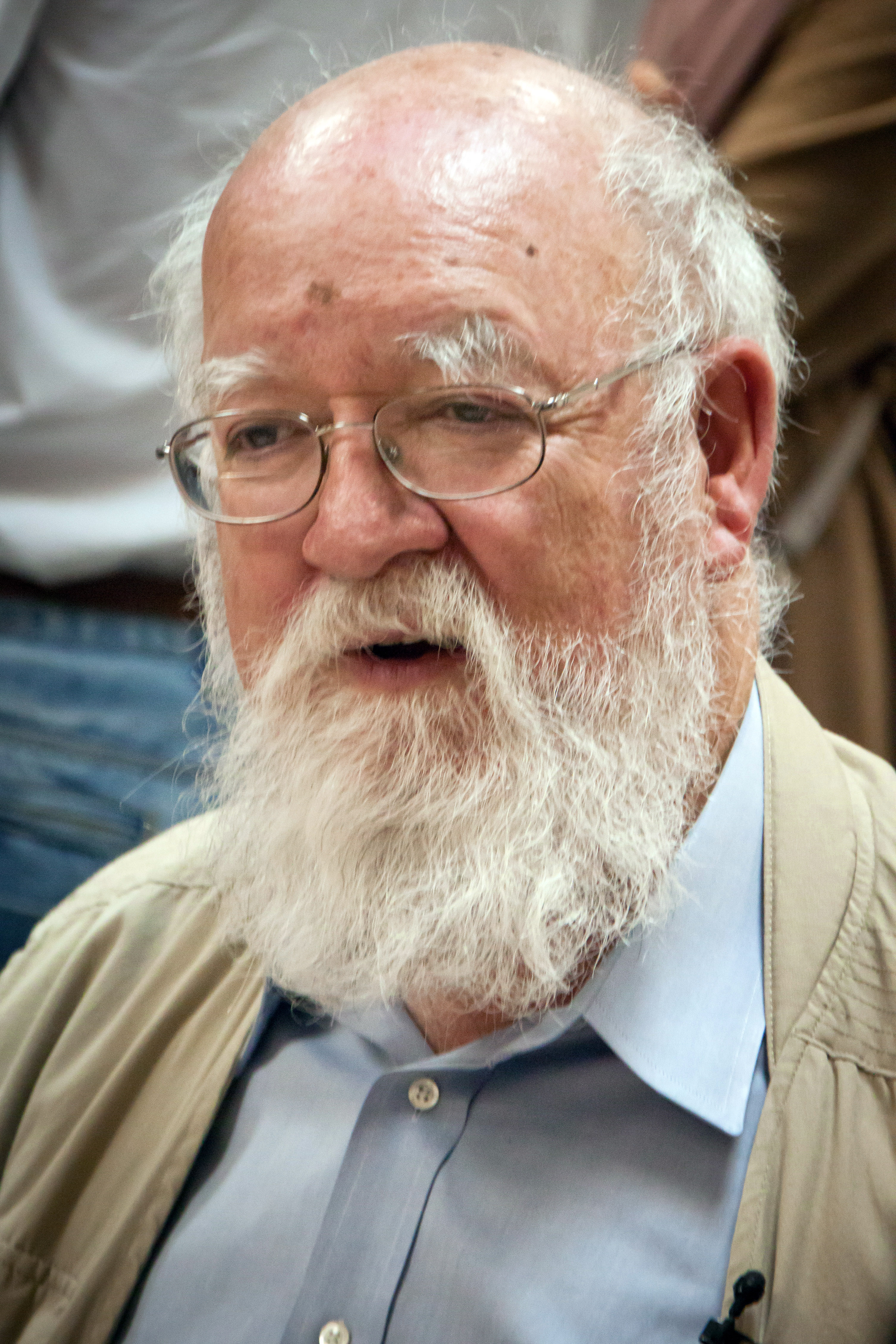
Daniel Dennett

Joseph Margolis, en Historied Thought, Construted World (California, 1995), hace una distinción entre "existencia" y "realidad". Sugiere usar el término "existe" solo para aquellas cosas que exhiben adecuadamente la alteridad de Peirce: cosas que ofrecen una resistencia física bruta a nuestros movimientos. De esta manera, las cosas que nos afectan, como los números, pueden decirse que son "reales", aunque no "existen". Margolis sugiere que Dios, en tal uso lingüístico, bien podría ser "real", haciendo que los creyentes actúen de tal o cual manera, pero podría no "existir".

## Neopragmatismo, pragmatismo neoclásico, filosofía postanalítica y pragmatismo conceptual

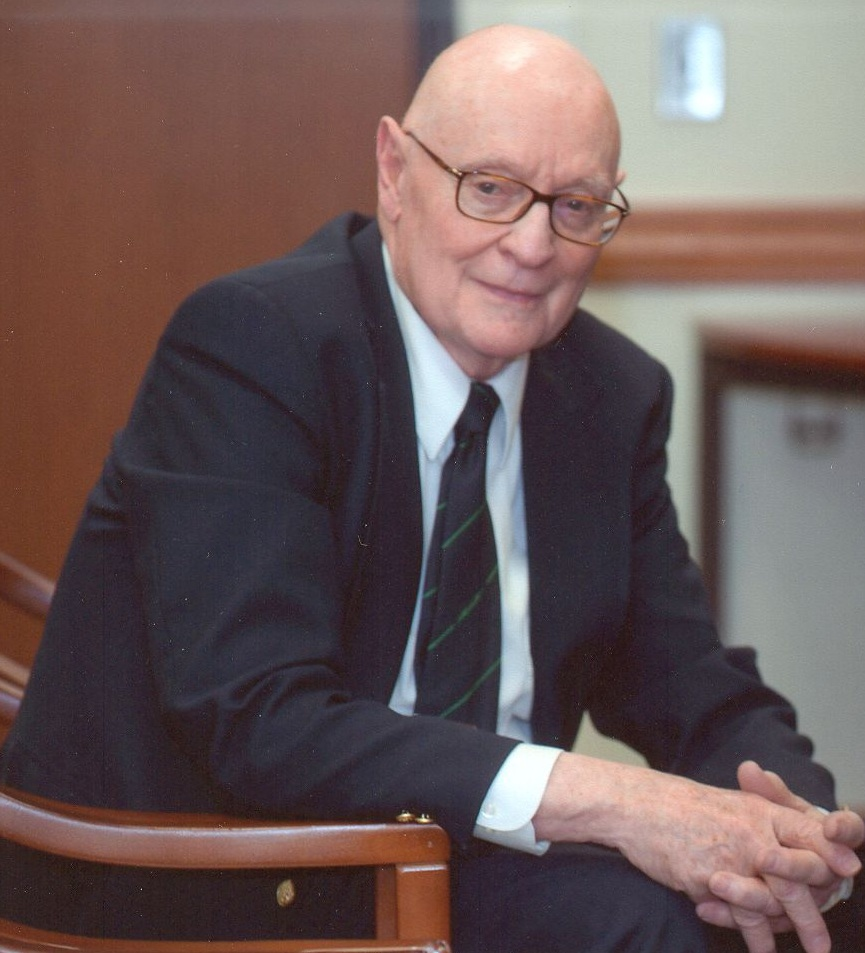
Nicholas Rescher

El neopragmatismo es una amplia categoría contemporánea utilizada por varios pensadores que incorporan ideas importantes y, sin embargo, divergen significativamente de los pragmáticos clásicos. Esta divergencia puede ocurrir ya sea en su metodología filosófica (muchos de ellos son leales a la tradición analítica) o en la formación conceptual (C. I. Lewis fue muy crítico con Dewey, a Richard Rorty no le gusta a Peirce). Importantes neopragmáticos analíticos incluyen a Lewis, W. V. O. Quine, Donald Davidson, Hilary Putnam y Richard Rorty. El pensador social brasileño Roberto Unger aboga por un "pragmatismo radical", que "desnaturaliza" la sociedad y la cultura, y por lo tanto insiste en que podemos "transformar el carácter de nuestra relación en los mundos sociales y culturales que habitamos en lugar de solo cambiar, poco a poco, el contenido de los arreglos y creencias que los componen ". [21] Stanley Fish, el último Rorty y Jürgen Habermas están más cerca del pensamiento analítico continental.
El pragmatismo neoclásico denota aquellos pensadores que se consideran herederos del proyecto de los pragmáticos clásicos. Sidney Hook y Susan Haack (conocidos por la teoría del fundherentismo) son ejemplos bien conocidos. Muchas ideas pragmáticas (especialmente las de Peirce) encuentran una expresión natural en la reconstrucción de la teoría de la decisión de la epistemología perseguida en el trabajo de Isaac Levi. Nicholas Rescher defiende su versión del "pragmatismo metódico" basado en interpretar la eficacia pragmática no como un reemplazo de las verdades sino como un medio para su demostración.
No todos los pragmáticos se caracterizan fácilmente. Es probable, considerando el advenimiento de la filosofía postanalítica y la diversificación de la filosofía angloamericana, que más filósofos estarán influenciados por el pensamiento pragmático sin necesariamente comprometerse públicamente con esa escuela filosófica. Daniel Dennett, un alumno de Quine, entra en esta categoría, al igual que Stephen Toulmin, quien llegó a su posición filosófica a través de Wittgenstein, a quien llama "un pragmático de tipo sofisticado" (prólogo de Dewey 1929 en la edición de 1988, p. XIII). Otro ejemplo es Mark Johnson cuya filosofía incorporada (Lakoff y Johnson 1999) comparte el psicologismo, realismo directo y anticartesianismo con el pragmatismo.
El pragmatismo conceptual es una teoría del conocimiento que se origina con el trabajo del filósofo y lógico Clarence Irving Lewis. La epistemología del pragmatismo conceptual se formuló por primera vez en el libro de 1929, La mente y el orden mundial: Esquema de una teoría del conocimiento.
El "pragmatismo francés" cuenta con teóricos como Bruno Latour, Michel Crozier, Luc Boltanski y Laurent Thévenot. A menudo se ve como opuesto a los problemas estructurales relacionados con la teoría crítica francesa de Pierre Bourdieu.

## Legado y relevancia contemporánea

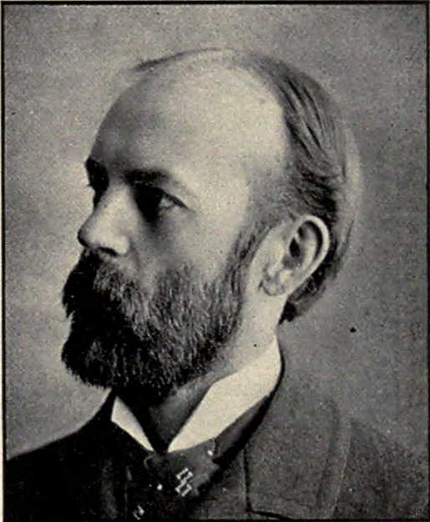
Charles Cooley

En el siglo XX, los movimientos del positivismo lógico y la filosofía del lenguaje ordinario tienen similitudes con el pragmatismo. Al igual que el pragmatismo, el positivismo lógico proporciona un criterio de verificación de significado que se supone que nos libera de la metafísica sin sentido, sin embargo, el positivismo lógico no acentúa la acción como lo hace el pragmatismo. Los pragmatistas raramente usaban su máxima de significado para descartar toda metafísica como una tontería. Por lo general, el pragmatismo se planteó para corregir las doctrinas metafísicas o para construir las empíricamente verificables en lugar de proporcionar un rechazo total.
La filosofía del lenguaje ordinario está más cerca del pragmatismo que otras filosofías del lenguaje debido a su carácter nominalista y porque considera el funcionamiento más amplio del lenguaje en un entorno como su foco en lugar de investigar las relaciones abstractas entre el lenguaje y el mundo.
El pragmatismo tiene lazos para procesar la filosofía. Gran parte de su trabajo se desarrolló en diálogo con filósofos como Henri Bergson y Alfred North Whitehead, quienes generalmente no son considerados pragmáticos porque difieren tanto en otros puntos. (Douglas Browning y otros, 1998; Rescher, SEP)
El conductismo y el funcionalismo en psicología y sociología también tienen vínculos con el pragmatismo, lo que no es sorprendente si se tiene en cuenta que James y Dewey eran ambos estudiosos de la psicología y que Mead se convirtió en sociólogo.
El utilitarismo tiene algunos paralelismos significativos con el pragmatismo y John Stuart Mill defendió valores similares.
El pragmatismo enfatiza la conexión entre el pensamiento y la acción. Los campos aplicados como administración pública, ciencias políticas, estudios de liderazgo, relaciones internacionales, resolución de conflictos, y metodología de investigación han incorporado los principios del pragmatismo en su campo. A menudo, esta conexión se realiza utilizando la noción expansiva de democracia de Dewey y Addams.

### Efectos en las ciencias sociales

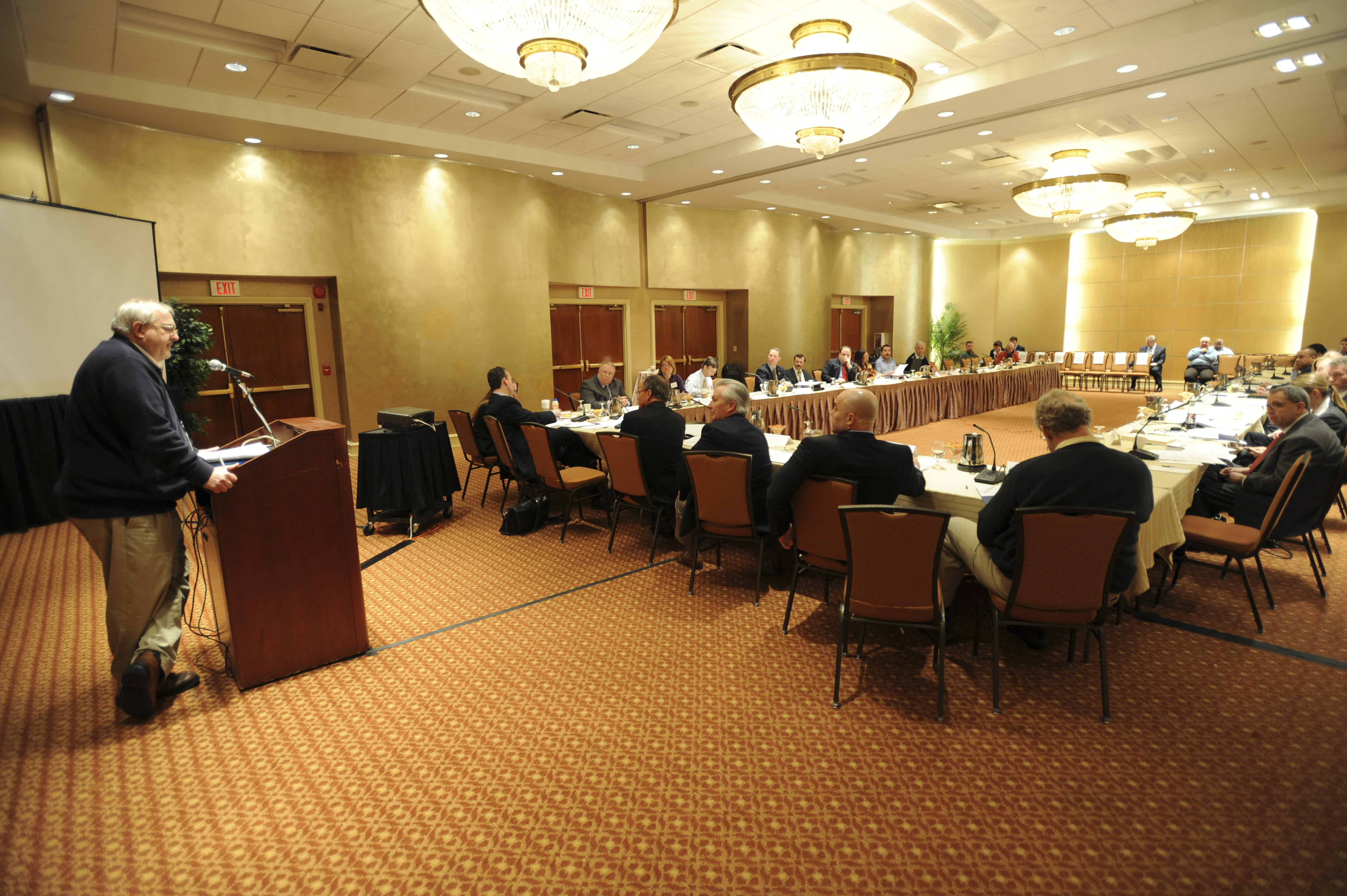
FEMA National Advistory Council. Administración pública en Washington D. C.

El interaccionismo simbólico, una perspectiva principal dentro de la psicología social sociológica, se derivó del pragmatismo a principios del siglo XX, especialmente el trabajo de George Herbert Mead y Charles Cooley, así como el de Peirce y William James.
Se está prestando cada vez más atención a la epistemología pragmatista en otras ramas de las ciencias sociales, que han luchado con debates divisivos sobre el estado del conocimiento científico social.
Los partidarios sugieren que el pragmatismo ofrece un enfoque que es a la vez pluralista y práctico.

### Efectos en la administración pública

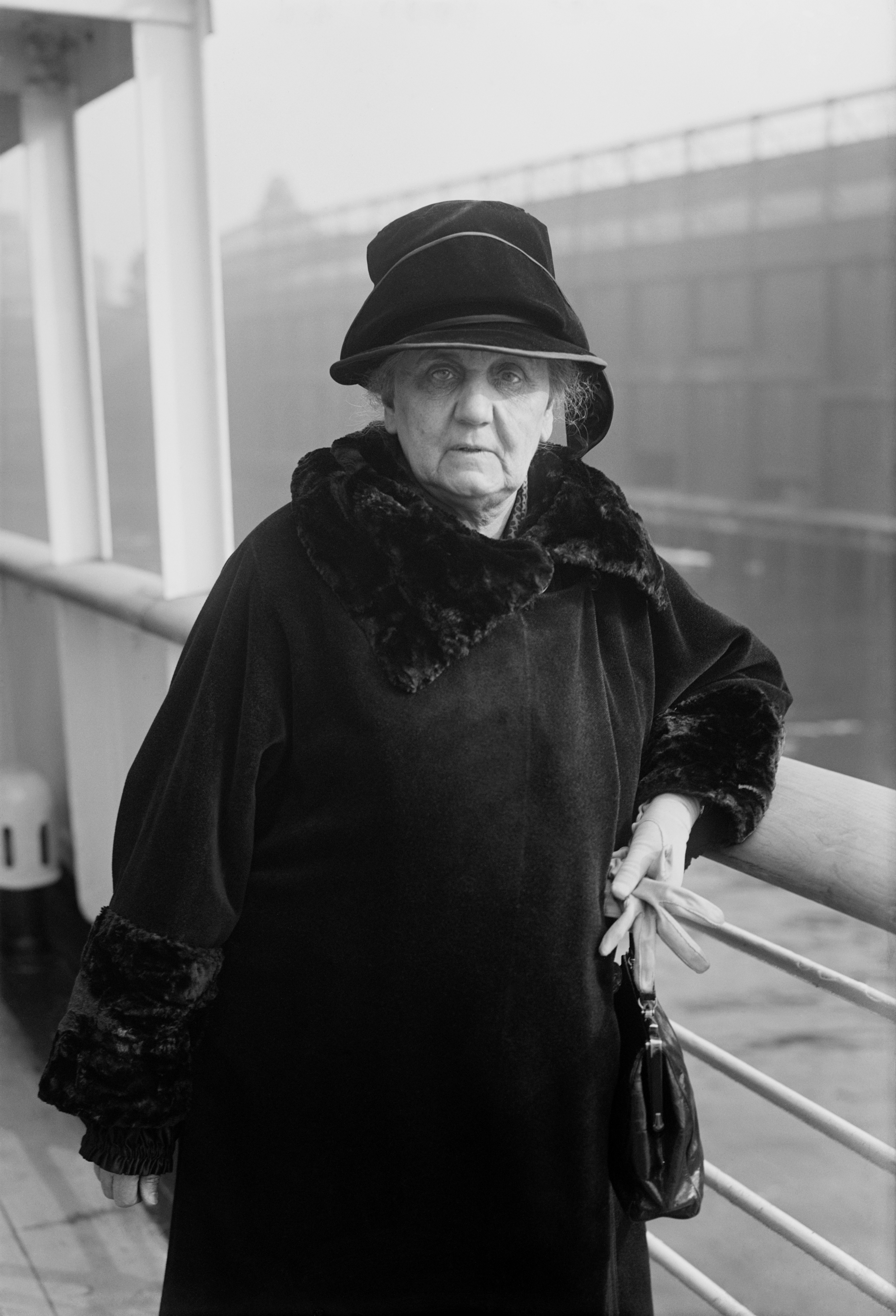
Jane Addams

El pragmatismo clásico de John Dewey, William James y Charles Sanders Peirce ha influido en la investigación en el campo de la Administración Pública. Los eruditos afirman que el pragmatismo clásico tuvo una profunda influencia en el origen del campo de la administración pública. En el nivel más básico, los administradores públicos son responsables de hacer que los programas "funcionen" en un entorno plural y orientado a los problemas. Los administradores públicos también son responsables del trabajo diario con los ciudadanos. La democracia participativa de Dewey se puede aplicar en este entorno. La noción de Teoría de Dewey y James como herramienta, ayuda a los administradores a elaborar teorías para resolver problemas administrativos y políticos. Además, el nacimiento de la administración pública estadounidense coincide estrechamente con el período de mayor influencia de los pragmáticos clásicos.
Qué pragmatismo (pragmatismo clásico o neopragmatismo) tiene más sentido en la administración pública ha sido una fuente de debate. El debate comenzó cuando Patricia M. Shields presentó la noción de Dewey de la Comunidad de Investigación. Hugh Miller se opuso a algunos elementos de la comunidad de investigación (situación problemática, actitud científica, democracia participativa). A esto siguió un debate que incluía respuestas de un profesional, un economista, un planificador, otros académicos de la administración pública, y destacados filósofos. Miller y Shields también respondieron.
Además, becas aplicadas de la administración pública que evalúan las escuelas autónomas, la subcontratación, la gestión financiera, la medición del desempeño, las iniciativas de calidad de vida urbana, y la planificación urbana en parte se basan en las ideas del pragmatismo clásico en el desarrollo del marco conceptual y el enfoque del análisis.
Sin embargo, el uso del pragmatismo por parte de los administradores del sector de la salud ha sido criticado como incompleto, según los pragmáticos clásicos, el conocimiento siempre está conformado por los intereses humanos. El enfoque del administrador en los "resultados" simplemente promueve su propio interés, y este enfoque en los resultados a menudo socava los intereses de sus ciudadanos, que a menudo están más interesados en el proceso. Por otro lado, David Brendel argumenta que la capacidad del pragmatismo de puentear dualismos, enfocarse en problemas prácticos, incluir perspectivas múltiples, incorporar la participación de partes interesadas (paciente, familia, equipo de salud), y su naturaleza provisional lo hace adecuado para abordar problemas en esta área.

### Efectos en elfeminismo
Desde mediados de la década de 1990, las filósofas feministas han redescubierto el pragmatismo clásico como fuente de teorías feministas. Los trabajos de Seigfried, Duran, Keith, y Whipps exploran los vínculos históricos y filosóficos entre el feminismo y el pragmatismo. La conexión entre el pragmatismo y el feminismo tardó tanto tiempo en redescubrirse porque el pragmatismo mismo fue eclipsado por el positivismo lógico durante las décadas centrales del siglo XX. Como resultado, se perdió del discurso feminista. Las mismas características del pragmatismo que llevaron a su declive son las características que las feministas ahora consideran su mayor fortaleza. Estas son "críticas persistentes y tempranas de las interpretaciones positivistas de la metodología científica; revelación de la dimensión de valor de las afirmaciones fácticas"; ver la estética como información de la experiencia cotidiana; subordinar el análisis lógico a cuestiones políticas, culturales y sociales; unir los discursos dominantes con la dominación; "realinear la teoría con la praxis y resistir el giro hacia la epistemología y, en cambio, enfatizar la experiencia concreta". Estas filósofas feministas apuntan a Jane Addams como fundadora del pragmatismo clásico. Además, las ideas de Dewey, Mead y James son consistentes con muchos principios feministas. Jane Addams, John Dewey y George Herbert Mead desarrollaron sus filosofías cuando los tres se hicieron amigos, se influyeron mutuamente y participaron en la experiencia de Hull House y las causas de los derechos de las mujeres.

### Efectos en elurbanismo
El pragmatismo valora y evalúa los efectos de un diseño sobre la transformación urbana, y los efectos de un concepto o diseño alteran la comprensión general del concepto. Richard Rorty menciona que está ocurriendo "un cambio radical" en el pensamiento filosófico reciente: "un cambio tan profundo que quizás no reconozcamos que está ocurriendo". Mientras que el mundo en el que está enraizado el movimiento ha tenido muchos cambios, como marco para percibir el mundo, el pragmatismo también ha experimentado diferentes niveles de modificaciones. Esos cambios son muy relevantes para el desarrollo de las ciudades y los temas básicos, como el antifundamentalismo, el falibilismo, cuestionar la clara distinción entre teoría y práctica, el pluralismo y la democracia, el pragmatismo se puede aplicar al urbanismo aún más fuertemente.
Vincent di Norcia argumenta que un enfoque pragmático es adecuado con respecto a los problemas sociales porque requiere una conducta que resuelva los problemas a medida que evalúa continuamente los efectos prácticos de un proyecto. Esto asegura el interés de los interesados y Norcia subraya la importancia del pluralismo social y cognitivo. El pluralismo social significa que debemos reconocer los intereses de todos los interesados que se ven afectados por una determinada decisión, sin tener en cuenta los intereses de los grupos políticos o económicos de élite. Como complemento, Norcia también enfatiza el pluralismo cognitivo, que indica que uno debe incluir todo tipo de conocimiento que sea relevante para un problema.